# Wujaki
Wujaki (deutsch Wujaken, 1934 bis 1945 Ohmswalde) ist ein kleiner Ort in der polnischen Woiwodschaft Ermland-Masuren und gehört zur Gmina Rozogi (Friedrichshof) im Powiat Szczycieński (Kreis Ortelsburg).

## Geographische Lage
Wujaki liegt in der südlichen Mitte der Woiwodschaft Ermland-Masuren wenige hundert Meter nördlich der Grenze zur Woiwodschaft Masowien, die hier bis 1945 die Staatsgrenze zwischen dem Deutschen Reich und Polen war. Bis zur Kreisstadt Szczytno (deutsch Ortelsburg) sind es 24 Kilometer in nordwestlicher Richtung.

## Geschichte
Für Wujacken wurde am 18. Mai 1785 die Gründungsurkunde ausgestellt. Sie enthält auch den Namen des Dorfschulzen Michael Wujak, der wohl den Ortsnamen inspiriert hat. Am 26. August 1787 erfolgt eine Erneuerung dieser Urkunde.
Im Jahre 1858 waren in Wujaken 129 Einwohner registriert. Nach der Gründung eines Meliorationsverbandes setzt 1869 ein wirtschaftlicher Aufschwung ein.
Als im Jahre 1874 der Amtsbezirk Fürstenwalde (polnisch Księży Lasek) im ostpreußischen Kreis Ortelsburg neu errichtet wurde, wurde Wujaken eingegliedert, aber bereits am 18. August 1881 in den Amtsbezirk Liebenberg (polnisch Klon) umgegliedert.
Die Zahl der Einwohner belief sich 1910 auf 154 und im Jahre 1933 auf 109. Aufgrund der Bestimmungen des Versailler Vertrags stimmte die Bevölkerung in den Volksabstimmungen in Ost- und Westpreußen am 11. Juli 1920 über die weitere staatliche Zugehörigkeit zu Ostpreußen (und damit zu Deutschland) oder den Anschluss an Polen ab. In Wujaken stimmten 95 Einwohner für den Verbleib bei Ostpreußen, auf Polen entfielen keine Stimmen.
Am 24. April 1934 wurde Wujaken aus politisch-ideologischen Gründen der Abwehr fremdländisch klingender Ortsnamen in „Ohmswalde“ umbenannt. Die Einwohnerzahl 1939 betrug 109. Im Dorf befand sich eine Zollgrenzaufsichtsstelle, das Zollhaus wurde 1935 gebaut.
Mit dem gesamten südlichen Ostpreußen wurde das Dorf 1945 in Kriegsfolge an Polen überstellt und erhielt die polnische Namensform „Wujaki“. Heute ist es eine kleine Ortschaft innerhalb der Landgemeinde Rozogi (Friedrichshof) im Powiat Szczycieński (Kreis Ortelsburg), bis 1998 der Woiwodschaft Ostrołęka, seither der Woiwodschaft Ermland-Masuren zugehörig. Im Jahre 2011 belief sich die Einwohnerzahl Wujakis auf 29.

## Kirche
Bis 1945 war Wujaken resp. Ohmswalde in die evangelische Kirche Fürstenwalde in der Kirchenprovinz Ostpreußen der Kirche der Altpreußischen Union sowie in die römisch-katholische Kirche Liebenberg im damaligen Bistum Ermland eingepfarrt. Der Bezug nach Klon besteht katholischerseits auch heute noch, wobei die dortige Pfarrei jetzt zum Erzbistum Ermland gehört. Die evangelischen Einwohner richten sich zur Kirche in Szczytno (Ortelsburg) in der Diözese Masuren der Evangelisch-Augsburgischen Kirche in Polen aus.

## Schule
Die Dorfschule ging auf eine Gründung Friedrich Wilhelms III. zurück.

## Verkehr
Wujaki liegt östlich einer Nebenstraße, die Klon (Liebenberg) mit Księży Lasek (Fürstenwalde) verbindet. Eine Bahnanbindung besteht nicht.